# Гуандэ
Гуандэ́ (кит. упр. 广德, пиньинь Guǎngdé) — городской уезд городского округа Сюаньчэн провинции Аньхой (КНР).

## История
В начале империи Хань здесь размещались власти округа Чжанцзюнь (鄣郡). В 109 году до н. э. округ был переименован в Даньян (丹阳郡), а его власти перебрались в уезд Ваньлин; на местности, ранее напрямую подчинённой властям округа Чжанцзюнь, был создан уезд Гучжан (故鄣县, «старый Чжан»). В конце империи Хань из уезда Гучжан был выделен уезд Гуандэ (广德县), главой которого в 203 году стал Люй Мэн.
Впоследствии уезд не раз переименовывался, расформировывался и образовывался вновь. Во времена империи Сун в 979 году был образован Гуандэский военный округ (广德军), власти которого разместились в уезде Гуандэ. После монгольского завоевания и образования империи Юань Гуандэский военный округ был преобразован в Гуандэский регион (广德路), в состав которого входили уезды Гуандэ и Цзяньпин (建平县). Когда повстанцы под предводительством Чжу Юаньчжана в 1356 году захватили эти места, то Гуандэский регион был переименован в Гуансинскую управу (广兴府), а уезд Гуанпин — в Гуанъян (广阳县). После основания империи Мин Гуансинская управа была переименована в Гуандэскую управу (广德府), а вскоре понижена в статусе до области. Затем уезд Гуанъян был расформирован, а его земли перешли под непосредственное управление областных структур. Область просуществовала вплоть до Синьхайской революции 1911 года, после которой в результате административной реформы области были упразднены; на землях, непосредственно подчинявшихся областным властям, был вновь образован уезд Гуандэ.
После того, как во время гражданской войны эти места перешли под контроль коммунистов, в мае 1949 года был образован Специальный район Сюаньчэн (宣城专区), и уезд вошёл в его состав. В 1951 году Специальный район Сюаньчэн был расформирован, и уезд перешёл в состав Специального района Уху (芜湖专区), который в 1971 году был переименован в Округ Уху (芜湖地区).
В 1973 году город Уху был выведен из состава округа, став городом провинциального подчинения. В 1980 году уезд Уху был передан в подчинение властям города Уху, а органы власти округа переехали из уезда Уху в уезд Сюаньчэн, после чего Округ Уху был переименован в Округ Сюаньчэн (宣城地区).
В 2000 году постановлением Госсовета КНР округ Сюаньчэн был преобразован в городской округ, и уезд вошёл в его состав.
В 2019 году уезд Гуандэ был преобразован в городской уезд.

## Административное деление
Городской уезд делится на 6 посёлков и 3 волости.

## Экономика
Развито производство изделий из бамбука (в том числе трубочек, корзин, сувениров и мебели).